# Frans Depooter
Frans Depooter (Mons, 1898 – Maffe, 1987) è stato un pittore belga.
Dall'età di 13 anni, lavora nell'impresa familiare (suo padre era decoratore ed imprenditore a Mons). È lì che incontra Anto Carte, Léon Navez e Léon Devos ed insieme a loro fonderà, nel 1928, il Gruppo Nervia. Nel 1923, si sposa con la pittrice Andrée Bosquet. Segue le lezioni all'Accademia di Mons (E. Motte), poi di Bruxelles (Delville, Constant Montald) e riceve diverse onorificenze (fra le altre: Medaglia d'Oro all'Esposizione delle Arti Decorative (Art Déco) di Parigi nel 1925, Premio dell'Accademia Regia del Belgio nel 1969, Medaglia d'Oro al Merito Artistico Europeo). Esercita la funzione di direttore presso l'Accademia di Molenbeek-Saint-Jean (Bruxelles) a partire dal 1944.
D'inclinazione poetica, Frans Depooter approfondisce il suo stile prettamente figurativo. Le sue nature morte stilizzate, i suoi paesaggi, i suoi visi espressionisti fanno presto posto ad opere raffinate di una apparente semplicità. I suoi ritratti su sfondo unito si isolano nel sogno o nella vita interiore del modello. I suoi fiori formano mazzi fragili e teneri. I suoi paesaggi, spesso trattati in semitinta e trasposti da una luce sfumata, sono la testimonianza di una sensibilità discreta (è stato soprannominato « il cantore del Brabante Vallone »). Il talento di Frans Depooter si caratterizza in una ricerca della misura, della raffinatezza e della poesia.

## Opere
Consultare:
- kikirpa.be,  http://www.kikirpa.be/www2/cgi-bin/wwwopac.exe?LANGUAGE=2&FLD1=vv&VAL1=DEPOOTER,%20Frans&TRC1=off&DATABASE=object&LIMIT=50.